# Jelena Kažanegra
Jelena Kažanegra-Franović (23. rujna 1983., Kotor), crnogorska novinarka, pjesnikinja i pjevačica.

## Životopis
Rođena u Kotoru. Talijanskih je korijena. Prvo se bavila novinarstvom. Bila je radijska dopisnica u okviru dječje emisije. Također je pisala poeziju i bila je višestruko nagrađivana. Sudjelovanje u glazbenoj emisiji dovelo ju je do prvog glazbenog poslovnog angažmana. Kada joj je producent ponudio da bude članica glazbenog sastava Negre 2004. godine, zapazivši je u jednoj glazbenoj emisiji, nije ni slutila da će joj to biti životni poziv. Grupa je visoko kotirala na festivalima i bila godinama uspješna. S Negrama je nastupila na Evropjesmi SCG 2004., Sunčanim skalama 2004. i Beoviziji 2005. godine. 
Kad su se cure razišle, svaka je započela uspješnu samostalnu karijeru. Od tada je sudionica na brojnim festivalima, televizijskim projektima, koncertima, a svoje nastupe je generalizirala u akustičnoj verziji. Ranije je naginjala ka rock glazbi, poslije se okrenula ka pop glazbi. Godine 2008. snimila je album pod etiketom Goraton Začarao si me. Surađivala s hrvatskim glazbenikom Antom Pecotićem. Suradnja je iznjedrila skladbu Za tvoje usne za koju je snimljen spot. Skladba je ušla u konkurenciju festivala Sunčane skale koji se održao 29. lipnja 2013. godine.

## Diskografija
- Albumi
- Začarao si me, 2010., Goraton
- Singlovi
- Ko nijedna druga, 2004., PGP RTS (s Negrama)
- Kao, 2004., City records (s Negrama)
- Naći ću te, 2006. (Europjesma)
- Letim, 2007., City records
- Prsten u vodi, 2008., City records
- Za tvoje usne, 2013., Croatia Records

## Vanjske poveznice
- Službena Facebook stranica
- Discogs Jelena Kažanegra
- Discogs Negre
- YouTube